# Regierung de la Fontaine
Die Regierung de la Fontaine war von 1. August bis 2. Dezember 1848 die erste konstitutionelle Regierung im Großherzogtum Luxemburg, die vom Präsidenten des Ministerrats Gaspard Théodore Ignace de la Fontaine gebildet wurde.
In Folge der Februarrevolution 1848 in Frankreich kam es auch in den Staaten des Deutschen Bundes zur Märzrevolution. Im bisher absolutistisch regierten Großherzogtum kamen Forderungen der Bevölkerung nach mehr Freiheit und politischer Beteiligung der Bürger auf. Der König-Großherzog Wilhelm II. beugte sich diesen Forderungen und hob am 15. März 1848 die Pressezensur auf und ließ eine verfassunggebende Versammlung einberufen, die eine Verfassung nach liberalem belgischen Vorbild beschloss, welche am 1. August 1848 in Kraft trat. In der deshalb erstmals gebildeten Regierung wurde der bisherige Gouverneur des Großherzogtums de la Fontaine Regierungschef (Staatsminister). Luxemburg nahm in dieser Zeit auch am deutschen Einigungsprozess teil und wählte Abgeordnete in die Frankfurter Nationalversammlung.
Der Premierminister war Präsident des Ministerrats (Président du Conseil). Die Minister trugen die Amtsbezeichnung Generalverwalter (Administrateur général), wobei der Premierminister als Administrateur général des Affaires étrangères und Administrateur général de la Justice et des Cultes zugleich Außen-, Justiz- und Kultusminister war.
Während der Amtszeit der Regierung wurden mit dem Gesetz über die Gemeinden (vom 23. Oktober 1848), das die Gemeindefreiheit einführte und die Beziehung zwischen Gemeinden und Staat neu regelte, und dem Einbürgerungsgesetz (vom 12. November 1848) zwei bedeutende Reformvorhaben verabschiedet. Die Regierung konnte sich nach den ersten Wahlen zur Abgeordnetenkammer am 28. September 1848 allerdings nicht auf eine Mehrheit stützen, weshalb sie am 2. Dezember 1848 zurücktrat.
Der Regierung gehörten folgende Minister an:
| Amt                                                                        | Amtsinhaber                            |
| -------------------------------------------------------------------------- | -------------------------------------- |
| Präsident des Ministerrats Äußeres, Justiz, Kultus                         | Gaspard Théodore Ignace de la Fontaine |
| Inneres                                                                    | Vendelin Jurion                        |
| Gemeindeangelegenheiten                                                    | Charles-Mathias Simons                 |
| öffentliche Arbeiten des Staates und der Gemeinden, Militärangelegenheiten | Jean-Pierre André                      |
| Finanzen                                                                   | Jean Ulveling                          |